# محمد العسعس
محمد محمود حسين العسعس أكاديمي ومخطط اقتصادي أردني يشغل منصب وزير المالية في حكومة بشر الخصاونة وقبلها حكومة عمر الرزاز منذ 7 تشرين الثاني 2019. قبلها شغل منصبي وزير التخطيط والتعاون الدولي ووزير دولة للشؤون الاقتصادية في حكومة عمر الرزاز من 9 أيار 2019 حتى 7 تشرين الثاني 2019. حاصل على أربع شهادات من جامعة هارفارد الأمريكية. مستشار خاص لجلالة الملك عبد الله الثاني ابن الحسين ومستشار سابق للملك للشؤون الاقتصادية. مدير إدارة التنمية الاقتصادية والاجتماعية بمكتب الملك عبد الله الثاني ابن الحسين بالديوان الملكي الهاشمي سابقاً.
يحمل شهادة الدكتوراة في التنمية الاقتصادية والسياسة العامة من جامعة هارفارد وماجستير الإدارة العامة في التنمية الاقتصادية الدولية من جامعة هارفارد وماجستير الدراسات الشرق أوسطية من جامعة هارفارد ودرجة البكالوريوس مع مرتبة الشرف في الاقتصاد من جامعة هارفارد.
عميد مشارك سابق لشؤون الإدارة ودراسات البكالوريوس والأنشطة العامة في كلية الشئون الدولية والسياسة العامة في الجامعة الأمريكية بالقاهرة. أستاذ مشارك في الاقتصاد والسياسة في الجامعة الأمريكية بالقاهرة وباحث زائر في جامعة هارفارد. عمل كمستشار مشارك في شركة الاستشارات الاستراتيجية Boston Consulting Group بأمريكا ومستشار أول للمنافسة لعدد من وزراء الصناعة والتجارة بالأردن ومدير تشجيع الاستثمار مع برنامج المعونة الأمريكي بالأردن.
العسعس عضو مجلس العالم العربي في المنتدى الاقتصادي العالمي وحائز على الزمالة والعديد من المنح والجوائز التقديرية من جامعة هارفارد وهيئة فولبرايت والجامعة الأمريكية بالقاهرة.
له عدد من الأبحاث الاقتصادية والعملية والمقالات الصحفية والمقابلات التحليلية مع شبكات الأخبار العالمية.

## التعليم
جامعة هارفارد
- شهادة الدكتوراة في التنمية الاقتصادية والسياسة العامة. منحة جامعة هارفارد. 2007-2010

جامعة هارفارد
- ماجستير في الإدارة العامة في التنمية الاقتصادية الدولية. 2005-2007
- حاصل على منحة هيئة فولبرايت بالمركز الأول في الأردن.

جامعة هارفارد
- ماجستير في الدراسات الشرق أوسطية. منحة جامعة هارفارد. 1999-2000

جامعة هارفارد
- بكالوريوس في الاقتصاد مع مرتبة الشرف. منحة جامعة هارفارد. 1996-2000

ليستر بيرسون - كليات العالم المتحدة - كندا
- البكالوريا الدولية. منحة كممثل عن الأردن.

## الخبرات الأكاديمية
الجامعة الأمريكية في القاهرة
- عميد مشارك لشؤون الإدارة ودراسات البكالوريوس والأنشطة العامة كلية الشئون الدولية والسياسة العامة 2014-2016
- أستاذ مشارك، قسم الاقتصاد، كلية إدارة الأعمال 2017 - الآن
- أستاذ مساعد، قسم الاقتصاد، كلية إدارة الأعمال 2010 - 2016

جامعة هارفرد – كلية كندي للإدارة العامة
- باحث زائر. 2014[3]
- «يجمع العسعس المعرفة الحميمة بالاقتصاد والسياسة في المنطقة العربية وفهم استثنائي لتعقيدات الربيع العربي. وسوف يكون إضافة قيمة للحياة الفكرية في كلية كندي للإدارة العامة بجامعة هارفارد»—من كتاب تعيين د. العسعس كباحث زائر.[4]

جامعة هارفرد – كلية كندي للإدارة العامة
- محاضر ببرنامج ماجستير إدارة الأعمال 2011-2015.

منصة إدراك
- أستاذ مؤسس لأول دورة عربية مكثفة مفتوحة على الإنترنت[5] (موك) 2014.

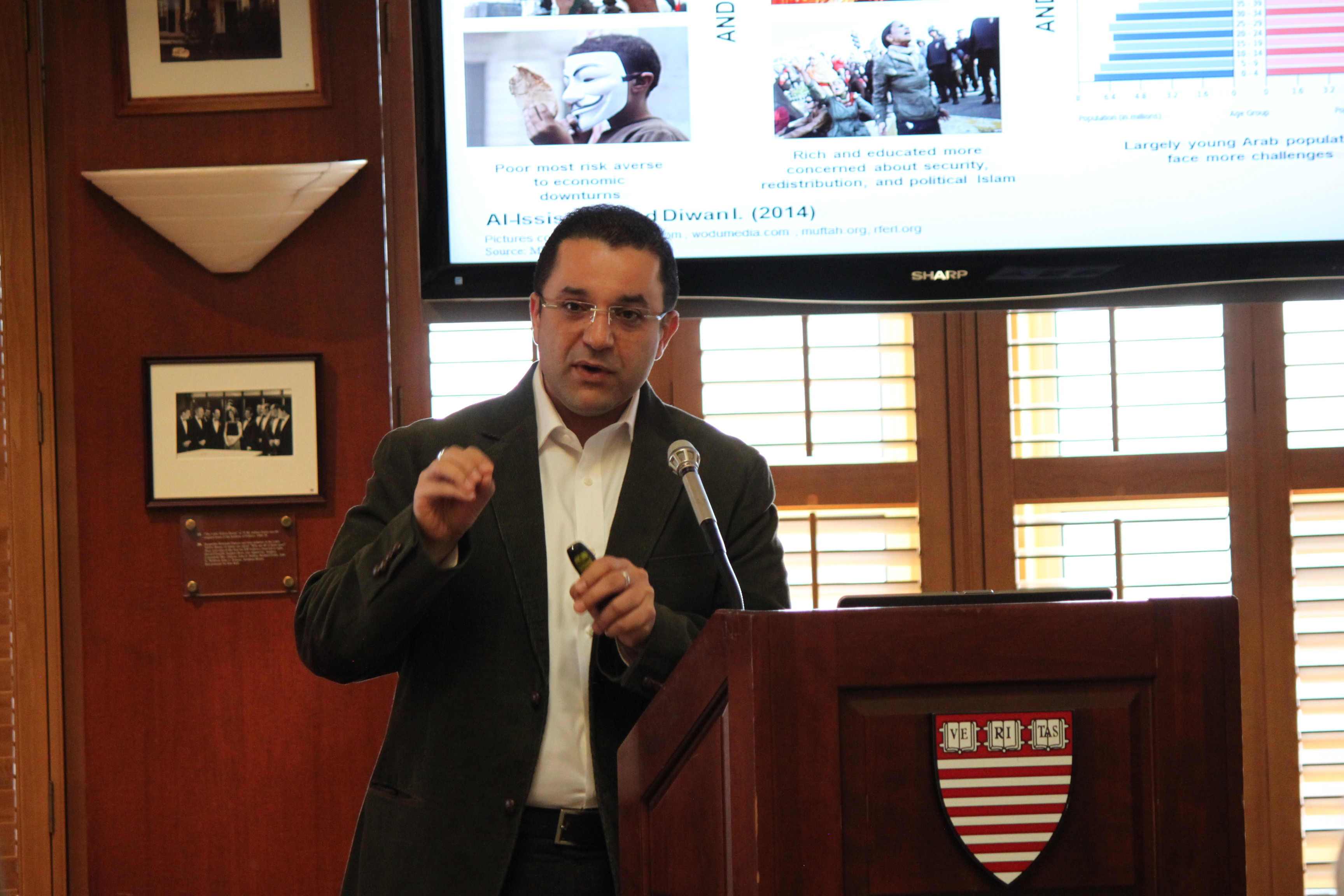
من محاضرة د. العسعس بجامعة هارفارد.

## الخبرات المهنية
- مستشار مشارك  في شركة الاستشارات الاستراتيجية (The Boston Consulting Group (BCG مجموعة بوسطن للاستشارات، بوسطن 2000-2002.
- مستشار أول للمنافسة لوزراء الصناعة والتجارة بالاردن، برنامج اجادة التابع للاتحاد الأوروبي، وزارة الصناعة والتجارة، الأردن 2002-2004.
- مدير تشجيع الاستثمار في شركة كيمونكس إنترناشونال وبرنامج أمير للتنمية الدولية التابع للوكالة الأمريكية للتنمية الدولية. الأردن. 2004-2005.

## المنح والزمالات
- زميل، منتدى البحوث الاقتصادية.
- عضو المجلس العالمي للمستقبل المعني بالنمو الاقتصادي والإدماج الاجتماع بالمنتدى الاقتصادي العالمي.
- عضو مجلس الأجندة العالمية حول العالم العربي، المنتدى الاقتصادي العالمي.
- الزمالة في جمعية التعليم التحليلي عن الإسلام والمجتمعات الإسلامية.
- عضو المجلس الاستشاري الرئاسي، الجامعة الأمريكية بالقاهرة.
- الزمالة في مبادرة مركز بلفر في جامعة هارفارد.
- الزمالة في برنامج هارفارد في المفاوضات.
- الزمالة في برنامج الخدمة العامة الرئاسي في كلية كندي للإدارة العامة في جامعة هارفارد.  

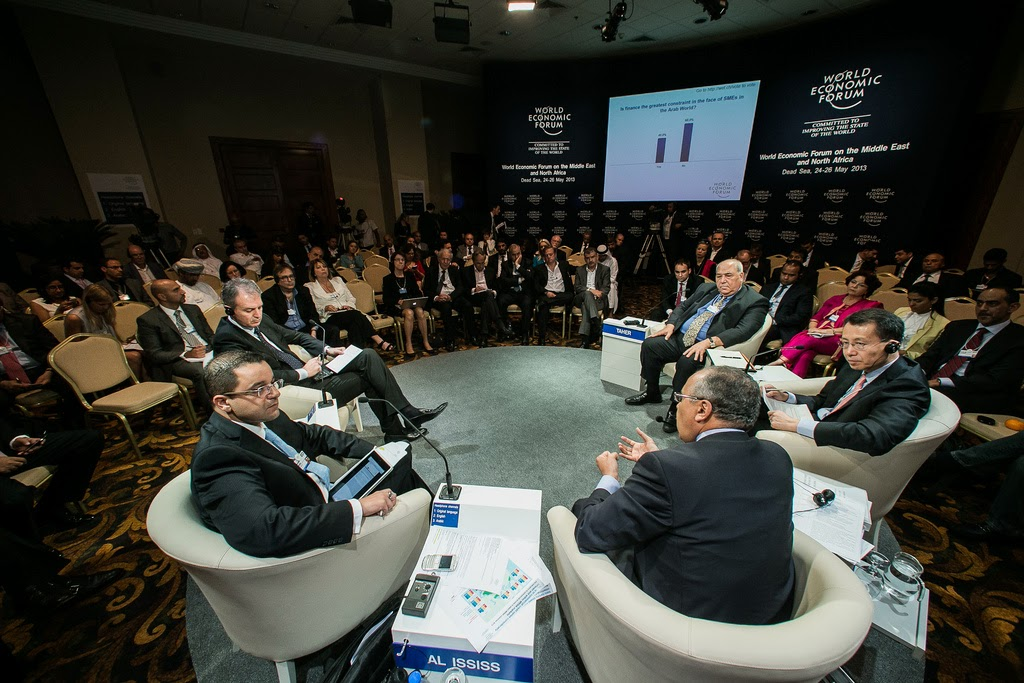
من مشاركة د. العسعس في المنتدى الاقتصادي العالمي

- منحة جامعة هارفارد «تقديرا للإنجازات الأكاديمية وغير الأكاديمية المتميزة» (1996-2000)
- قائمة عميد جامعة هارفارد (1996-2000)
- منحة جامعة هارفارد (1996-2000)

## الجوائز
- جائزة أفضل أستاذ جامعي، كلية إدارة الأعمال، الجامعة الأمريكية بالقاهرة.
- جائزة كلية إدارة الأعمال للأبحاث من الفئة الأولى، الجامعة الأمريكية بالقاهرة.
- منحة برنامج جامعة هارفارد لتمكين النساء في السياسة العامة.
- شهادة التميز في التدريس، جامعة هارفارد.
- منحة جامعة هارفارد للسياسة العامة.  
- جائزة مؤسسة هارفارد للاعتراف بالمساهمات في الحياة المشتركة بين الثقافات (1999).
- جائزة نموذج الأمم المتحدة لجامعة هارفارد عن «الخدمة المتميزة لقضايا السلام والتفاهم الدولي» (2000)، وجائزة أفضل رئيس جلسة (2000).

## الأبحاث في الدوريات العالمية[8]
- “What Does Health Reform Mean for the Health Care Industry? Evidence from the Massachusetts Special Senate Election”, American Economic Journal: Economic Policy, American Economic Association, 5(3): 1-29, 2013 (with Miller, Nolan).
- “Patronage and Electoral Behavior: Evidence from Egypt First Presidential Elections”, European Journal of Political Economy, Elsevier, 37, 241-248, 2014 (with Atallah, Samer).
- “The Holy Day Effect”, Journal of Behavioral and Experimental Finance, Elsevier, 5: 60-80, 2015, DOI: 10.1016/j.jbef.2015.02.007.
- “The Cross-Border Financial Impact of Political Violence”, Peace Economics, Peace Science and Public Policy, DeGruyter, 21 (2), 239-272, 2015.
- “Risk-Mitigation and Trust: Experimental Evidence from Jordan and the United States”, (with Bohnet, Iris), Journal of Economic Psychology, Elsevier, 53, 83-98, 2015.
- “Preference for Democracy in the Arab World”, Politics and Governance 4 (4), 16-26 (with Diwan, Ishac)
- “Bias in Aid Allocation: Genetic Distance-Based Evidence”, (with Abdallah, Dina), Working paper.
- “The Elasticity of Trust: How to Promote Trust in the Arab Middle East and the United States”, chapter 7 in “Restoring Trust in Organizations and Leaders Enduring Challenges and Emerging Answers”, Oxford University Press, 2012 (with Bohnet, Iris, Herrmann, Benedikt, Robbett, Andrea, Al-Yahia, Khalid, and Zeckhauser, Richard).
- “Where Did All the Revolutionaries Go? Evolution of Preference for Democracy In Egypt and Morocco After the Arab Spring”, (with Diwan, Ishac), Working paper.
- “Individual Preferences for Democracy In the Arab World”, (with Diwan, Ishac), Working paper.
- "Diffusion of Dissidence in Arab Public Opinion", (with Atallah, Samer), Working paper, 2015.
- “Market Reaction to Competition Law: Empirical Evidence From Jordan”, Working paper, 2014.
- “Evaluating the Impact of Domestic, Regional and International Violence and Instability on the Jordanian Economy using the Event Study Methodology”, Working paper.
- “Jordan’s Competition Legislation and the Transplant effect: Overview and Analysis”, Working paper.

## مقالات وتحليلات السياسة العامة
- "Democracy and division in the Arab world", with Diwan, Ishac, The World Economic Forum, June 2014.
- “الدول العربية وتخبط البحث عن الذات على مشارف الهاوية الاقتصادية”, Al-Sharq Al-Awsat Newspaper, December 10, 2012.
- “Storm Clouds Gather after the Arab Spring”, The World Economic Forum, 2012.
- “The Access to Credit Dichotomy: Arab Financial Markets Between the Pull of the Disenfranchised and Push of the Entrenched”, The World Economic Forum, 2012.
- “After the Spring: Arab Economies in Search of Elusive Trust”, The Compendium on Economic Governance In the Arab World, The World Economic Forum, 2011.
- “The Great Arab Mutation: A Front Seat to History”, The Harvard Crimson, March 2011.
- “Applying For-Profit Principles in Water Management and Agricultural Policy in the Middle East and North Africa”, Dubai Initiative Policy Memo, The Belfer Center for Science and International Affairs, Harvard University, 2009.

## تحكيم في مراجع اقتصادية عالمية
- The Review of Economics and Statistics.
- The Journal of Economic Behavior and Organization.

## المشاركة بالمؤتمرات كمتحدث أو رئيس جلسة
- مؤتمر مجالس الأجندة الدولية للمنتدى الاقتصادي العالمي، أبوظبي 2011، 2013، 2012، 2014، 2015، 2016.
- مؤتمر القمة للشرق الأوسط وشمال افريقيا، المنتدى الاقتصادي العالمي 2011، 2013، 2013، 2015، 2016، 2017.
- جمعية التعليم التحليلي عن الإسلام والمجتمعات الإسلامية في جامعة برنستون، 2014، وجامعة ستانفورد، 2012.
- نبض الشارع العربي بعد الربيع الربيع، جامعة هارفارد، 2014.
- ورشة عمل حول الثقة والتطور الثقافي، جامعة فالنسيا، 2011.
- مؤتمر التنمية الاقتصادية في الشرق الأوسط: الماضي والحاضر، جامعة ديوك، 2010.
- مبادرة البحوث الجامعية المتعددة التخصصات، واشنطن العاصمة، 2009.
- حلقة عمل عن التجارب الاقتصادية في البلدان النامية، جامعة ماكغيل، كندا، 2008.
- برنامج السوق الأوروبية المتوسطية بشأن المنافسة، ألمانيا، 2003.

## وسائل الإعلام
- ضيف دروي في مقابلات حية على شبكة سي إن إن، وبي بي سي، ووسائل إعلام دولية وإقليمية.

## التدريس والإرشاد
- جامعة هارفرد، كلية كندي للإدارة العامة، الاقتصاد للسياسة العامة، برنامج الماجستير.
- منصة إدراك، التنمية الاقتصادية العربية: الوضع الحالي والمسار المستقبلي.
- الجامعة الأمريكية بالقاهرة، نظرية الاقتصاد الجزئي.
- الجامعة الأمريكية بالقاهرة، التاريخ الاقتصادي للشرق الأوسط الحديث.
- الجامعة الأمريكية بالقاهرة، التنمية الاقتصادية في الشرق الأوسط.
- كلية هارفارد، بيت كوينسي، معلم مقيم في الاقتصاد والسياسة العامة والأعمال التجارية.
- جامعة هارفارد، أصول التنمية التاريخية في الشرق الأوسط.
- جامعة هارفارد، اللغة العربية الحديثة المعاصرة- أعلى مستوى.
- جامعة هارفارد، الأدب العربي الحديث والثقافة.

## الجمعيات
- عضو منتخب بالمجلس التنفيذي في جمعية خريجي الطلبة العرب ومدير الاتصالات، 2014 -2016.
- رئيس منتخب بجمعية الطلبة العرب بجامعة هارفرد وأمين الخزانة. 1996 – 2000.
- عضو المجلس التنفيذي ورئيس مجموعة الشرق الأوسط بنموذج الأمم المتحدة بجامعة هارفارد 1996 – 2000.